# Keikō
Keikō (jap. 景行天皇, Keikō-tennō; * 7. November 60; † 23. Dezember 130) war nach den alten Geschichtsbüchern Kojiki und Nihonshoki der 12. Tennō von Japan (71–130). Die meisten Historiker halten ihn für eine mythologische Figur, die nicht auf historischen Fakten basiert.
Kojiki und Nihonshoki erzählen unterschiedliche Versionen seiner Geschichte. Im Kojiki sandte er seinen Sohn, Prinz Yamatotakeru, nach Kyūshū, um die ortsansässigen Stämme anzugreifen. Im Nihonshoki zog Keikō selbst dorthin. Beiden Quellen nach zu urteilen, sandte er Yamatotakeru in die Izumo-Provinz und die östlichen Provinzen, um diese zu übernehmen und sein Gebiet zu erweitern.